# Грин, Лэйси
Лэйси Грин (англ. Laci Green) — американская YouTube-видеоблогер, активистка феминистского движения, просветительница по вопросам сексуальности. Она была ведущей онлайн-контента по теме сексуального образования от лица Planned Parenthood и Discovery News. По состоянию на август 2015, YouTube канал Лэйси насчитывает более 1,3 миллиона подписчиков и 114 миллионов просмотров видео.
Грин является ведущей программы Braless, первого YouTube канала MTV, как части 12-недельного контракта с MTV. Первый эпизод был опубликован 4 ноября 2014 года.

## Биография
Грин родилась в штате Юта. Её мать является мормонкой из маленького американского городка, а её отец стал мормоном, хотя является выходцем из мусульманской семьи в Иране. Когда ей было два года, её семья переехала в Портленд, штат Орегон. Когда Лэйси было двенадцать, её семья переехала в штат Калифорния ради работы её отца. 
.

## Активизм
В начале видео Грин являли собой хобби, но по мере роста популярности её канала она начала заниматься более серьёзной деятельностью. В октябре 2014 года её канал пересек черту в 1,000,000 подписчиков. В качестве просветительницы в вопросах сексуальности, она проводила лекции в нескольких университетах и так же от лица организации Planned Parenthood. Green is a former co-host of DNews, a YouTube channel with short science-based shows, launched by the Discovery News website. 18 января 2013 года, Грин появилась в программе Dr. Phil в эпизоде под названием «Girls Who Bash Girls Who Dress Sexy» (Девушки, которые унижают девушек, которые сексуально одеваются). Она говорила, что слат-шейминг (унижение женщин и девушек, ведущих активную половую жизнь) — это неправильно, это принижает женскую сексуальность.
Грин пропагандирует секс-позитивное движение в своих видео и лекциях. Она говорила, что хочет «чтобы люди говорили о сексе не как о чём-то постыдном, нелепом или странном. Люди недостаточно осведомлены в подобных вопросах, что создаёт невероятное количество стигм, которых быть не должно».
После того, как видеоблогер Сэм Пепер опубликовал видео, в котором он без разрешения хватает незнакомых женщин за ягодицы, Грин написала открытое письмо, подписанное совместно с некоторыми другими YouTube блогерами, с просьбой Сему Пеперу «перестать совершать насилие над женщинами». Channel 4 и BBC брали у Лэйси интервью на тему сексуального домогательства в YouTube сообществе.
Грин получила угрозы убийством через Интернет после того как использовала трансфобный пейоратив «tranny» в видео; она извинилась и удалила видео, утверждая, что комментарий был сделан много лет назад и тогда она не была достаточно образована в данном вопросе. После перерыва на месяц она вернулась к своему каналу в августе 2012 года.